# Municipio de Little Deep
El municipio de Little Deep (en inglés: Little Deep Township) es un municipio ubicado en el condado de McHenry en el estado estadounidense de Dakota del Norte. En el año 2010 tenía una población de 51 habitantes y una densidad poblacional de 0,54 personas por km².

## Geografía
El municipio de Little Deep se encuentra ubicado en las coordenadas 48°30′34″N 100°51′10″O / 48.50944, -100.85278. Según la Oficina del Censo de los Estados Unidos, el municipio tiene una superficie total de 94.04 km², de la cual 94 km² corresponden a tierra firme y (0,05 %) 0,05 km² es agua.

## Demografía
Según el censo de 2010, había 51 personas residiendo en el municipio de Little Deep. La densidad de población era de 0,54 hab./km². De los 51 habitantes, el municipio de Little Deep estaba compuesto por el 100 % blancos. Del total de la población el 0 % eran hispanos o latinos de cualquier raza.